# Каменка (Калтасинский район)
Каменка (баш. Каменка) — упразднённая в 1984 году деревня Верхнетыхтемского сельсовета Калтасинского района БАССР РСФСР. Находится на территории современного Кельтеевского сельсовета Республики Башкортостан.

## География
Стоит на реке Тыхтем.

## Топонимика
Название, как пишет Словарь топонимов БАССР, происходит от гидронима Каменка, в свою очередь восходящее к слову камень с суфф. -к-(-а)

## История
Указ Президиума ВС Башкирской АССР от 25.05.1984 N 6-2/121 «Об исключении из учётных данных деревни Каменка Калтасинского района» гласит:

В связи с переселением жителей исключить из учётных данных административно-территориального устройства Башкирской АССР деревню Каменка Верхнетыхтемского сельсовета Калтасинского района. — http://ufa.regionz.ru/index.php?ds=39915

## Инфраструктура
Было личное подсобное хозяйство.

## Транспорт
Просёлочная дорога.